# Cruella De Vil (singolo)
Cruella de Vil (nella versione in italiano Crudelia De Mon) è una canzone scritta nel 1961 da Mel Leven per il lungometraggio animato della Disney La carica dei cento e uno.
Viene cantata da Rudy  (ovvero Bill Lee nella versione originale e Franco Bolignari in quella italiana) per descrivere l'omonima compagna di scuola di sua moglie Anita.

## Altre versioni
La canzone è stata ri-eseguita da diversi autori per iniziative Disney: The Replacements per l'album tributo Stay Awake: Various Interpretations of Music from Vintage Disney Films (1988), Dr. John per il remake live-action del film originale (1996), Lalaine per DisneyMania 3 (2005), Skye Sweetnam per DisneyMania 4 (2006), Hayden Panettiere per DisneyMania 5 (2007), Selena Gomez per DisneyMania 6 (2008), Los Lobos per Los Lobos Goes Disney (2009).

### Versione di Selena Gomez
La canzone è stata interpretata da Selena Gomez nel 2007.
Il video inizia con i dalmata che guardano una sfilata di moda organizzata proprio da Crudelia De Mon nella "Casa De Mon". Durante il videoclip si alterna Selena nella "Casa De Mon" e in una stanza a macchie bianche e nere, proprio come il pelo dei dalmata.
In alcuni momenti si vedono delle immagini di Crudelia de Mon.
La Gomez, nella House of De Vil, indossa una maglietta nera, un impermeabile rosso, dei pantaloni neri, delle scarpe con il tacco e un foulard a pois bianchi, mentre nella stanza indossa una giacca in pelle, dei leggins neri, un cappello nero con un fiocco rosso.
Verso la fine del video si vede una Crudelia "umana" che sale sulla passerella e fa una breve sfilata.
Il video musicale è incluso nella edizione speciale del DVD "La carica dei 101".